# NGC 4380
NGC 4380 је спирална галаксија у сазвежђу Девица која се налази на NGC листи објеката дубоког неба.
Деклинација објекта је + 10° 1' 0" а ректасцензија 12h 25m 22,1s. Привидна величина (магнитуда) објекта NGC 4380 износи 11,9 а фотографска магнитуда 12,7. Налази се на удаљености од 19,445 милиона парсека од Сунца. NGC 4380 је још познат и под ознакама UGC 7503, MCG 2-32-37, CGCG 70-61, VCC 792, IRAS 12228+1017, PGC 40507.